# كفر الأكرم
كفر الأكرم أو ما كان يسمى بـ كفر الأقرع إحدى قرى مركز قويسنا التابع لمحافظة المنوفية في جمهورية مصر العربية.

## السكان
بلغ عدد سكان كفر الأكرم 5,068 نسمة، حسب الإحصاء الرسمي لعام 2006.